# Arc (affluent de l'Isère)
Pour les articles homonymes, voir Arc.
L'Arc est une rivière s'écoulant en France dans la vallée alpine de la Maurienne, dans le département de la Savoie en région Auvergne-Rhône-Alpes.
C'est un affluent gauche de l'Isère, donc un sous-affluent du Rhône.

## Étymologie
La première mention « Super fluvium Arboris » remonte au VIIe siècle, dans la Continuation de Frédégaire. Dans un document daté de 882, mais plus probablement du Xe siècle, on trouve la forme « Supra ripam Arki ». Le Cartulaire de Maurienne (XIe siècle) mentionne le « Supra Flumen quod dicitur Arcus ».
Pour l'érudit local Adolphe Gros, le mot arc désigne « un pont en pierre, à cause de sa forme curviligne ». Ainsi le nom a du être donné, selon lui, d'un pont qui est ensuite passé à la rivière. Cette hypothèse est retenue par Ernest Nègre, faisant reposer le terme sur une dérivation du latin arcus « arche, pont à arches ». Ce dernier considère que la forme du VIIe siècle devrait être une cacographie pour *arcorum.
Henry Suter relève qu'il pourrait s'agir « d'un adjectif celtique formé sur la racine *ar-, liée à l'eau vive ».

## Géographie
Elle prend sa source à 2 770 m d'altitude au pied de l'ancien glacier des Trois Becs et au lac des Sources inférieures, non loin de la frontière franco-italienne, et  se jette dans l'Isère à la hauteur de la commune de Chamousset, donc rejoint la vallée de la Tarentaise. De 127,4 km de longueur, rivière torrentielle à forte pente, l'Arc a de grands atouts énergétiques que les industriels ont commencé à exploiter dès la fin du XIXe siècle.

### Communes et cantons traversés

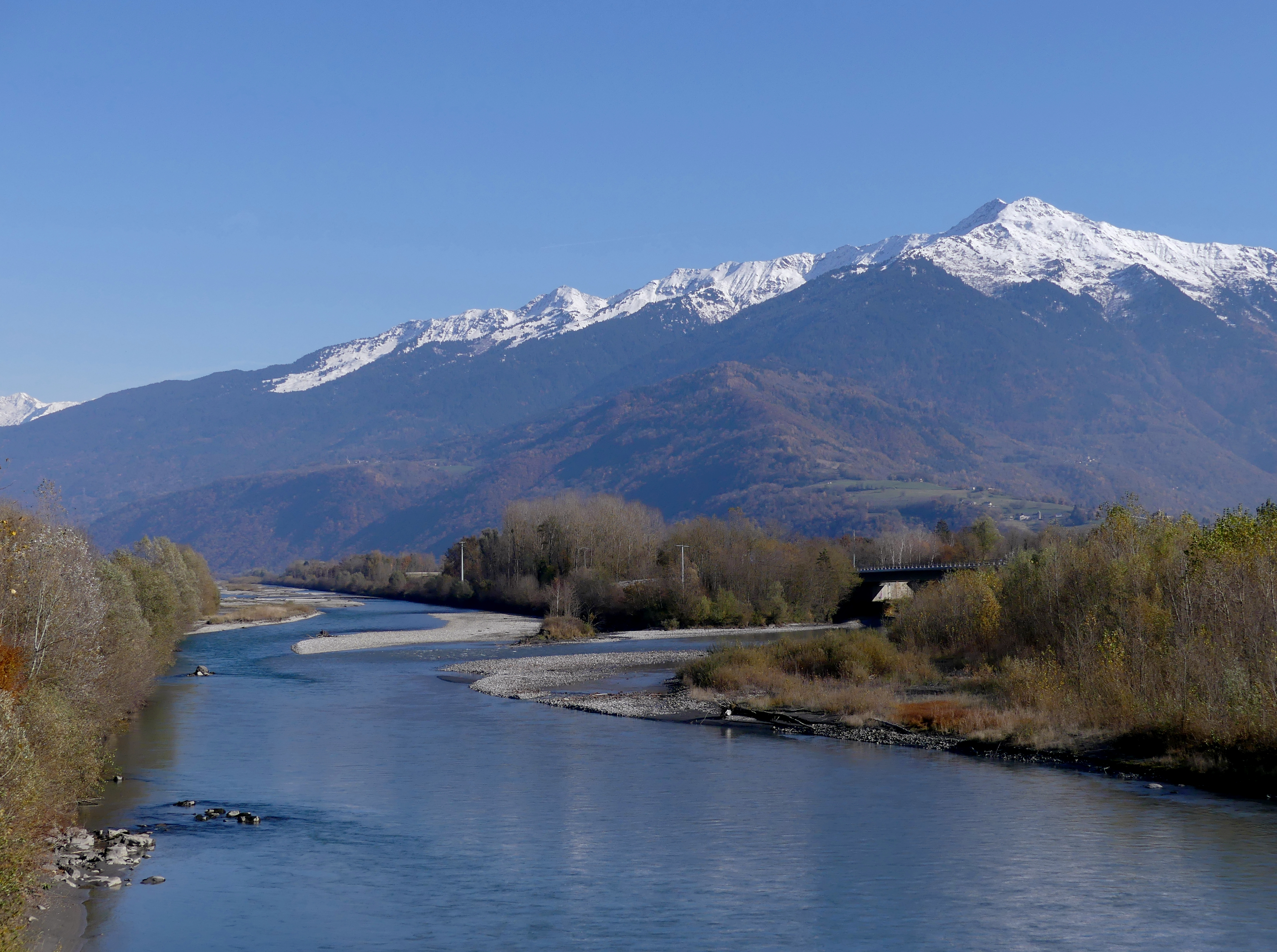
Confluence de l'Arc et de l'Isère.

L'Arc arrose un total de quarante-trois communes sur son passage. Toutefois, seule une dizaine de ces communes, principalement dans la partie supérieure de la vallée, sont véritablement traversées par le cours d'eau, celui-ci se contentant le plus souvent de marquer la limite entre ces communes en aval.
Ces communes sont, de la source jusqu'à la confluence :
- Haute Maurienne : Bonneval-sur-Arc, Bessans, Val-Cenis (chef-lieu de : Lanslevillard, Lanslebourg-Mont-Cenis, Termignon, Sollières-Sardières et  Bramans), Aussois, Avrieux, Villarodin-Bourget ;
- Moyenne Maurienne : Modane, Fourneaux, Freney, Saint-André, Orelle, Saint-Michel-de-Maurienne, Saint-Martin-d'Arc, Valloire, Saint-Martin-de-la-Porte, Montricher-Albanne, Saint-Julien-Mont-Denis, Villargondran, Saint-Jean-de-Maurienne, Hermillon, Pontamafrey-Montpascal ;
- Basse Maurienne : Sainte-Marie-de-Cuines, Saint-Avre, Saint-Étienne-de-Cuines, La Chambre, Les Chavannes-en-Maurienne, Saint-Rémy-de-Maurienne, La Chapelle, Saint-Léger, Épierre, Saint-Pierre-de-Belleville, Saint-Alban-d'Hurtières, Argentine, Saint-Georges-d'Hurtières, Montsapey, Val-d'Arc (chef-lieu de : Aiguebelle et Randens), Bonvillaret, Aiton, Bourgneuf ;
- confluence avec l'Isère dans la combe de Savoie sur la commune de Chamousset.

### Installations hydroélectriques
Sur l'Arc :
- Avrieux (1921)
- La Christine (1930)
- Saint-Michel (1942)

1946 : reprise de la gestion par Électricité de France :
- Barrage du Freney (1970)
- Retenue de Bissortette au pont des Chèvres (1973) à Orelle
- Barrage de Saint-Martin-de-la-Porte (1974)
- Bassin de Longefan (1979)
- Conduite d'amenée souterraine Arc-Isère[7] (1979)
- Conduites souterraines d'Orelle, la Saussaz II et l'Echaillon
- Station STEP de Super-Bissorte (1987)

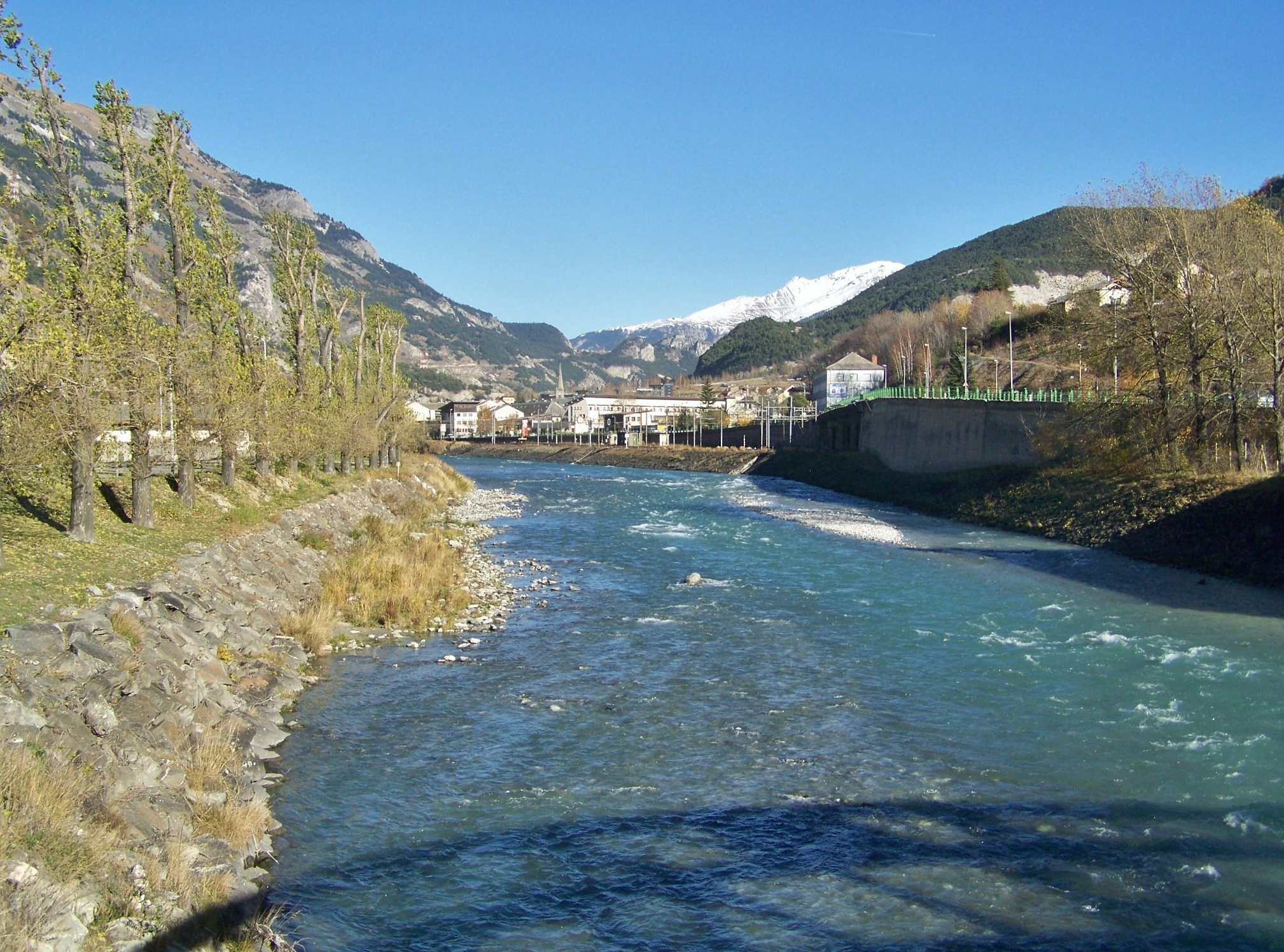
L'Arc traversant Modane à l'automne.

Sur les affluents :
- Barrage de Bissorte (1935)
- Barrage de Plan d'Aval (1950)
- Barrage de Plan d'Amont (1956)
- Barrage du Mont-Cenis (1968)

### Bassin versant
L'Arc traverse les huit zones hydrographiques W100, W101, W102, W103, W104, W105, W106, W107 pour une superficie totale de 1 985 km2. Ce bassin versant est constitué à 93,47 de « forêts et milieux semi-naturels », à 4,53 de « territoires agricoles », à 1,90 de « territoires artificialisés », à 0,12 de « surfaces en eau ».

### Organisme gestionnaire
C'est le Syndicat mixte du Pays de Maurienne (SPM) qui a la gestion de l'Arc et ses affluents.

## Principaux affluents
- Le Doron de Termignon (rd[note 1]), 22,9 km
- L'Arvan (rg), (se jette dans l'Arc à Saint-Jean-de-Maurienne) 30 km
- Le ruisseau de Saint-Benoît (rd), (alimente les barrages de Plan d'Amont et Plan d'Aval d'Aussois)
- La Valloirette (rg), de Valloire 18,9 km
- La Neuvache (rg), de Valmeinier 15,7 km
- Le Glandon (rg), 20,4 km

## Hydrologie

### L'Arc à Épierre
Le module de l'Arc a été calculé durant une période de 6 ans à Épierre,. Il se monte à 49,07 m3/s pour une surface de bassin de 1 790 km2, soit 90 % de la totalité du bassin. La rivière présente des fluctuations saisonnières de débit typiques d'un régime nival, avec des hautes eaux de printemps-été dues à la fonte des neiges et portant le débit mensuel moyen au niveau de 75 à 125 m3 de mai à juillet inclus (avec un maximum en juin), suivies d'une baisse progressive aboutissant à un long étiage d'automne-hiver, de novembre à début avril, entraînant une baisse du débit moyen mensuel jusqu'à un minimum de 13,5 m3 au mois de janvier.

### Étiage
À l'étiage, le VCN3 peut chuter jusque 12,8 m3, en cas de période quinquennale sèche, ce qui reste très confortable.

### Crues

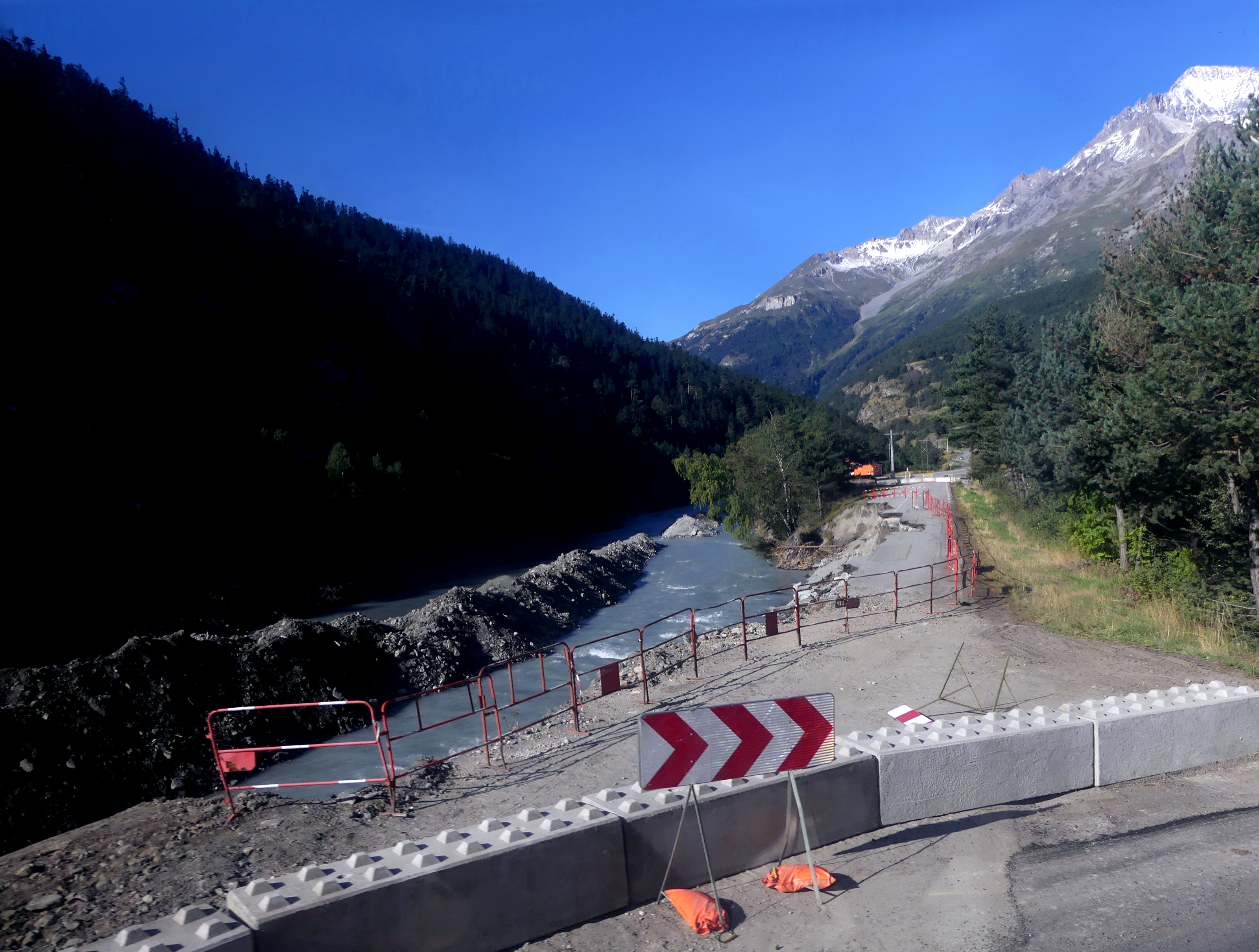
RD 1006 emportée par une crue de l'Arc à Lanslebourg en 2024.

Les crues peuvent être très importantes, voire dévastatrices. En effet, le QIX 2 et le QIX 5 valent respectivement 144 et 188 m3/s. Le QIX 10, le QIX 20 et le QIX 50 n'ont pas été calculés. 
Le débit maximal enregistré à Épierre est de 239 m3/s, mais ce chiffre n'a guère de signification, étant donné la très courte période d'observation de 6 ans. 

#### Crues historiques

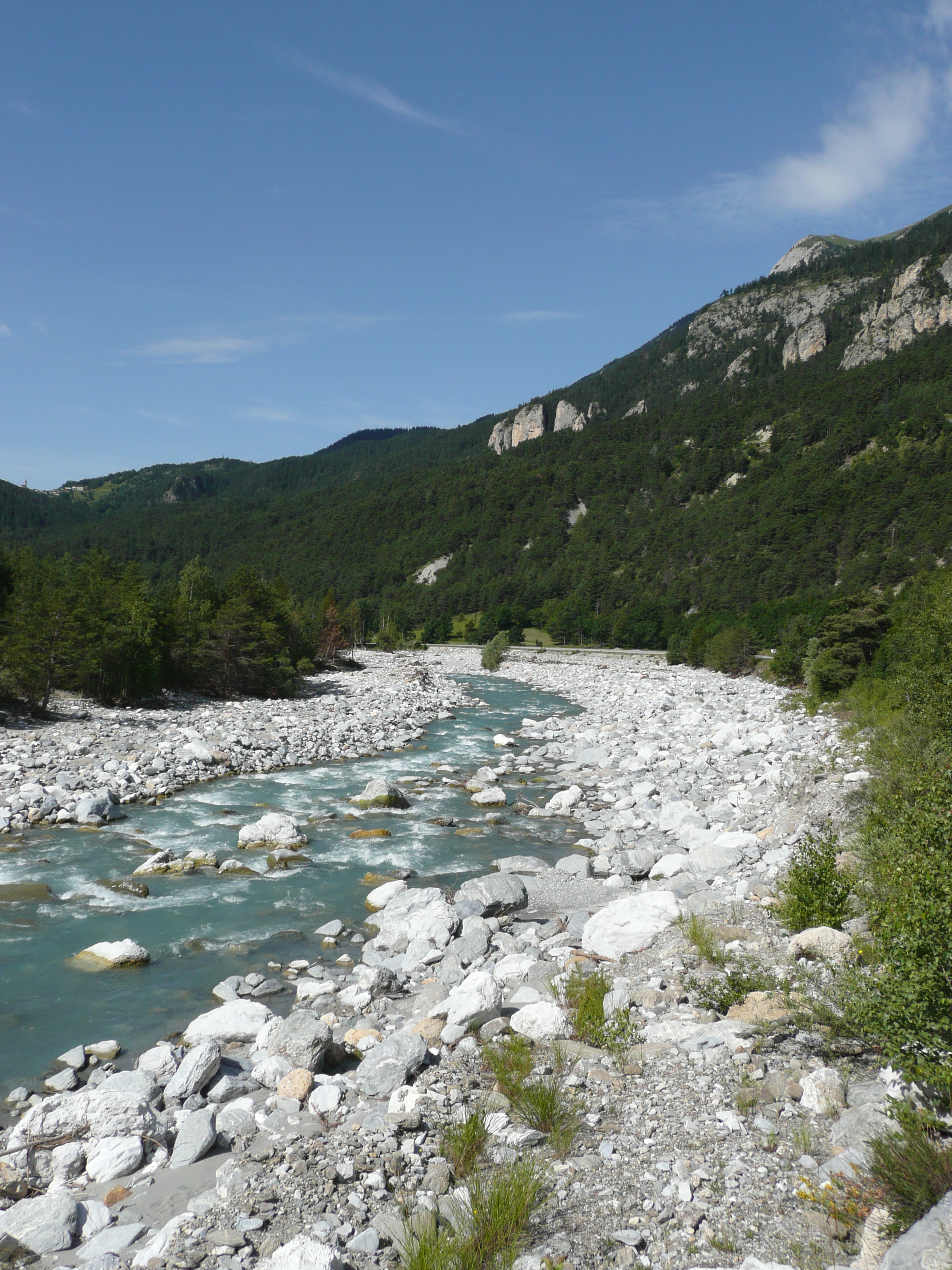
L'Arc parcourt la Maurienne sur 127.5 km. Les fortes crues ont façonné un large lit dans son bassin supérieur comme ici dans la région de Sollières à 1300 m d'altitude.

Mais l'Arc est également connu pour ses crues dévastatrices :
- 14 juin 1957 : la crue du « siècle »[9] détruit nombre de digues et ponts le long de son cours et cause de nombreux dégâts et morts tout au long de la vallée de la Maurienne. Le débit a été estimé à 900 mètres cubes par seconde à Saint-Jean-de-Maurienne ;
- 24 septembre 1993 : importants dommages aux infrastructures ferroviaires et routières entre Modane et Saint-Jean-de-Maurienne, évacuation de l'Échaillon. Le débit a atteint 400 à 500 mètres cubes par seconde à Saint-Jean-de-Maurienne ;
- 18 juin 2013 : à la suite d'un hiver fortement neigeux et un printemps tardif, la fonte brusque de neige conduit la préfecture de la Savoie à mettre en place un plan d'alerte crue autour de l'Arc[10].

### Lame d'eau et débit spécifique
La lame d'eau écoulée dans le bassin versant de la rivière est de 866 millimètres annuellement, ce qui est certes élevé et résulte des précipitations abondantes sur les Alpes du nord, mais est cependant moindre que ce que l'on observe dans les autres bassins versants des rivières de haute montagne de Savoie. Le débit spécifique (Qsp) se monte à 27,3 litres par seconde et par kilomètre carré de bassin.
Ainsi, tout au long de son cours et de celui de ses affluents, EDF a installé nombre de barrages et prises d'eau.

## Histoire

### Exploitation énergétique
Dès la fin du XIXe siècle, des travaux d'endiguement de la rivière et d'aménagement des bassins versants affluents sont réalisés. En 1893, les premières usines électrochimiques et électro-métallurgiques, alimentées par des conduites forcées, s'installent le long du cours d'eau (usines d'aluminium de la Praz, Prémont-Orelle et Calypso).